# Antonín Zápotocký
Antonín Zápotocký (19 de diciembre de 1884 – 13 de noviembre de 1957) fue un político checoslovaco que ocupó el cargo de Primer ministro de Checoslovaquia de 1948 a 1953 y presidente del país de 1953 a 1957.

## Biografía
Nació en Zákolany, distrito de Kladno, Bohemia (entonces parte de Austria-Hungría y que actualmente es parte de la República Checa). Su padre, Ladislav Zápotocký, fue uno de los fundadores del Partido Socialdemócrata Checo (ČSSD, por sus siglas en checo junto con Josef Boleslav Pecka-Strahovský y Josef Hybeš.
Fue uno de los delegados del ala izquierda del ČSSD al Segundo Congreso del Comintern, efectuado en Petrogrado, Rusia, del 19 de julio al 7 de agosto de 1920. Junto con Bohumír Šmeral fundó el Partido Comunista de Checoslovaquia (KSČ) cuando rompió con el ČSSD en 1921. Fue secretario general del KSČ de 1922 a 1925. En 1940 fue enviado al campo de concentración de Sachsenhausen. Fue liberado en 1945.
Del 18 de junio al 18 de julio de 1946 fue presidente de la Asamblea Nacional Constituyente. 
Zápotocký fue nombrado primer ministro el 15 de junio de 1948, reemplazando a Klement Gottwald, que se convirtió en presidente. El 14 de marzo de 1953, poco después de regresar del funeral del líder soviético Stalin, Gottwald murió. Mediante la Constitución del 9 de mayo, Zápotocký asumió dicho cargo hasta que él fue elegido presidente una semana después.
Zápotocký favoreció una vía de gobierno más humana, pero el verdadero gobernante era el primer secretario general, Antonín Novotný, y en una reunión en Moscú, Unión Soviética, se le dijo a Zápotocký que se adheriera al "liderazgo colectivo", cediendo el poder a Novotný. Zápotocký era Primer ministro cuando murió en Praga en 1957.